# Fight for your Night
Fight for your Night is een voormalig Nederlands radioprogramma op het landelijke radiostation Radio 538. Fight for your Night werd iedere zaterdag- en zondagavond tussen 18.00 en 20.00 uur gepresenteerd door Niek van der Bruggen. Het programma was de opvolger van Stappen met flappen, dat tot november 2008 op dit tijdslot te horen was. 
In Fight for your Night streden twee personen van verschillende sekse tegen elkaar in een korte quiz. Er werden drie vragen gesteld en degene die de meeste vragen goed beantwoordde, won een stapavond met vrienden, een hotelovernachting en 100 euro.
Het programma werd opgevolgd door Dare You Go.